# Freziera sericea
Freziera sericea là một loài thực vật có hoa trong họ Pentaphylacaceae. Loài này được Humb. & Bonpl. mô tả khoa học đầu tiên năm 1805.